# Alfio Lombardi
Alfio Lombardi (Angri, 9 ottobre 1963) è un cantante italiano.

## Biografia
Lombardi impara a cantare da autodidatta e incide il primo disco nel 1982.
Nel 1987, Lombardi decide di proporre una nuova formula musicale, mescolando musica napoletana e ritmi latini. Vince così una competizione al programma televisivo Cantagoal, in onda sull'emittente televisiva Canale 21. Nel 1990, la canzone C'era una volta lei ottiene un certo successo e l'album contenente questo brano supera le centomila copie vendute.
Nel 2002 esce l'album Libertà, che contiene una nuova versione di Mmiezo ò mare, canzone scritta dal suo amico di gioventù Gigi D'Alessio.
In collaborazione con il 3° Circolo Didattico di Angri forma un coro composto da più di cento bambini, protagonisti della canzone È Natale, scritta da Nino D'Angelo e reinterpretata da Lombardi, che ne fa anche un video, girato a al Castello Doria di Angri.
Nel marzo del 2001 Lombardi partecipa ad un concerto tenutosi a Cancún, in Messico.
Nel 2003 pubblica l'album Principessa. Nel 2009 collabora al primo lavoro discografico del figlio Josè, con la canzone A me me manche tu.
Nel 2008 ha fondato l'Orchestra all'italiana, composta da 14 musicisti e cantanti, con cui esegue brani tipici della canzone napoletana, emulando Renzo Arbore L’Orchestra Italiana.

## Discografia
- La Napoli Giovane Vol.1, 1982
- La Napoli Giovane Vol.2, 1983
- Addio chitarra mia, 1983
- Grazie a te, 1984
- Due labbra senza rossetto, 1985
- Concerto d'estate, 1986
- Siamo meridionali, 1987
- Amori d'estate, 1988
- Nuovi amori, 1990
- Per amore di Vanna, 1991
- Regalati un classico, 1992
- 'E tangente, 1993
- Dentro la mischia, 1999
- È Natale, 2000
- Libertà, 2002
- Principessa, 2003
- Venti anni di successi, 2004
- Preghiera, 2006
- Tributo a Renzo Arbore, 2012
- Napoli 2º estratto 2017
- Alfio Lombardi The best 2018
- Il campo di grano 2022
- Napoli e Allerja 2023

## Singoli
- A me me manche tu, 2009
- Ti amo ancora, 2011